# Caloplaca obliterans
Caloplaca obliterans är en lavart som först beskrevs av William Nylander och som fick sitt nu gällande namn av Blomb. & Forssell. 
Caloplaca obliterans ingår i släktet orangelavar och familjen Teloschistaceae. Arten är reproducerande i Sverige. Inga underarter finns listade i Catalogue of Life.